# ليف سركسيان
ليف سركسيان هو غطاس أرميني، ولد في 12 أكتوبر 1996.

## وصلات خارجية
- ليف سركسيان على موقع قاعدة بيانات الغوص IAT (الألمانية)
- ليف سركسيان على موقع اللجنة الأولمبية الدولية (الإنجليزية)